# YOJI
YOJI（ヨージ）は、ダンスミュージック・プロデューサー。神戸市出身。2007年までは YOJI BIOMEHANIKA（ヨージ・ビオメハニカ）という名で活動していた。以降はYOJIとしての活動であったが、2015より再度YOJI BIOMEHANIKAとしての活動を再開。「BIOMEHANIKA」とは生体力学（biomechanics）をロシア語訳したもの。後述するリリース作品の一部ではロシア語でクレジットされている。

## 来歴
1981年、高校1年生の頃にアンバランスレコードより「YORAN」をリリース。1982年同レーベルからシングルをリリースしていたYOU（現・CHARMY）の結成したLAUGHIN' NOSEにベーシストとして参加（1983年脱退）。1985年、NIGHT GALLERYより「LOVE BITTERNESS」をリリース（以上はYORAN名義での活動）。
1989年頃、兵庫にてCLUB GHOSTを開きDJ活動を始めた。90年代初期より大阪をホームグラウンドとしてクラブミュージックでの活動を行う。
1994年、ドイツ「DOS OR DIE」からのシングル「Rendezvous De Telepathy」発表、PAUL OAKENFOLD、ポール・ヴァン・ダイクを始めとするヨーロッパの実力派アーティストに高く評価された。これを契機に本格的にダンスミュージック・クリエイターとしての活動に特化、地場大阪で「OZAKA3000」、「ULTRAPUMPIN' (ウルトラパンピン)」などのダンスパーティーを主宰し、海外から最先端のDJ、アーティストを招聘・共演する。その後もアンダーグラウンドをベースとしながらキャリアを重ねた。
1998年、自身のレーベルとなる「HELLHOUSE  recordings」を始動し、第一弾シングルとなる「GO MAD」をリリース。また同時期に新宿LIQUID ROOMにて、伝説のハードダンス・パーティ「VIVA」をスタートさせ、レジデンツDJとしてSHOKO-Fが出演していた。（2002年10月から「GIGA」へと名称を変更し、ageHaにて開催）。
2000年、本格的に海外へ進出。「DANCE VALLEY」、「STREET PARADE」、「SENSATION」、「CREAMFIELDS」といったUK、ヨーロッパのダンスフェスティバルからオファーを受け、出演を果たした。その後は、年平均20回以上にわたり日本とヨーロッパ間の往復を繰り返しており、日本をベースにしつつ、海外をメインに活動を行っている。
2007年、Oliver Klitzing、Sterling Mossと共に新たな音楽ジャンル「TECH DANCE（テックダンス）」を提唱、それを具現化したMIX CD「GIGA tech-dance extreme」を発表した。
2008年現在までに発表したオリジナル楽曲は約30曲（未発表を含む）、更に50曲以上に渡るリミックスから、MIX CDの制作にまで至る。多くのアーティストや業界人からマエストロ（マスター）と称されており、一時期は日本でも「ハニカー」と呼ばれる熱狂的なファンを生んだ。
2011年、コナミデジタルエンタテインメントが稼動しているアーケードゲームbeatmania IIDXの最新作「Lincle」にリミックスバージョンの「DON'T WAKE ME FROM THE DREAM (2010 Summer Edition)」が収録された。
2013年、以前にYORAN名義で参加していたLAUGHIN' NOSEの代表曲「GET THE GLORY」のYOJI REMIXを発表。
2015年、YOJI BIOMEHANIKAとしての活動を再開することを公式ブログにて発表。同時にavex traxと再契約、約11年ぶりのオリジナルアルバム「Chapter X」を発表。

## ディスコグラフィー

### シングル楽曲
- PARTY IS MY LIFE[BACK TO MUNCHEN meta-mix ver.] （1992年）
- BLINDED BY THE NRG （1994年）
- RENDEZVOUS DE TELEPATHY （1994年）
- REAL NIGHTMARE （1996年）
  - OZAKA OZ名義
- JOY
  - OZAKA OZ名義
- EXPECT （1997年）
- PEACE OUT （1997年）
  - BIONICO名義
- GO MAD[Original mix/Satay mix] （1999年）
- SEDUCTION
- LOOK@THE HEAVEN[RAVE MIX/TRANCE MIX]
- ANASTHASIA 2001 （2000年）
- DO THE NASTY （2001年）
  - YOJI BIOMEHANIKA VS LAB4名義
- LOOK @ THE HEAVEN [THE REMIX WHICH DEDICATED TO IMPULZxDANCE VALLEY] （2003年）
- PEACE OUT -21st CENTURY REMIX- （2001年）
- GO MAD [Nu School Acid Techno Remix]
- DING A LING （2002年）
- SEDUCTION -SLEEP TONIGHT REMIX- （2003年）
- HARDHOUSE RAVER
  - Mutant DJ with MC Magica名義
- A THEME FROM BANGINGLOBE （2003年）
  - 2005年にHellhouse Recordingsから再リリース（2003年版より収録が2曲少ない）
- HARDSTYLE DISCO （2003年）
- NEVER END （2004年）
  - 2005年にHellhouse Recordingsから再リリース（Hellhouse New Editとなっており、両面とも2003年版と異なる）
- THE LEGEND OF HELLHOUSE #01 （2004年）
- THE LEGEND OF HELLHOUSE #02 （2004年）
- SAMURAI （2004年）
- MONOCHROMA （2005年）
- MONOCHROMA REMIXES （2005年）
- SIX HOURS （2007年）
  - ROMEO TOSCANIとの共作
- TECHY TECHY （2008年）
- AIRPORT　(2008年)
- WANNA F**KIN' DANCE?　(2010年)
  - YOJI & ROMEO名義
- Don't wake me from the dream [2010 Summer edition]（2010年）
- Surrender（2010年）
- Theme Of Arcade Nation (2011年)
  - The Arcade Nation名義（YOJI名義でのセルフリミックスも行っている）
- A secret gathering（2011年）
  - GEORGE-S with YOJI名義
- Sandwich（2011年）
- Get the Glory (YOJI Remix）（2013年）

### DJミックスCD
- Nu-NRG Party
- NRG ESSENCE（1999年）
- NRG ESSENCE2（2000年）
- NRG ESSENCE2001（2001年）
- LAB4 IN THE MIX（2001年）
  - LAB4名義
- BANGINGLOBE ANTHEM （2002年）
- DANCE VALLEY 2002 HARD DANCE EDITION （2002年）
- MUSIC FOR A HARDER GENERATION Vol.2 （2003年）
- THE FUTURE OF HARDDANCE 001 （2003年）
- THE FUTURE OF HARDDANCE 002 （2004年）
- GOODGREEF ALBUM THREE （2005年）
- PHARMACY Vol.4 -RAIGN IN BLOOD- （2006年）
- GIGA -TECH DANCE EXTREME- （2007年）
- BIBLE Vol.1 & Vol.2
  - VIVAにて無料配布、非売品
- Tech Dance Euphoria （2008年）
- X YEARS OF HELLHOUSE (2009年)
- VIBLE 01（2010年）
- VIBLE 03（2011年）

### アルバム
- TECHNICOLOR NRG SHOW （2001年）
- TECHNICOLOR NRG SHOWCASE （2001年）
  - CDではなくDVD
- YOJI BIOMEHANIKA GREATEST WORKS （2002年）
- TALES FROM THE BIG ROOM （2004年）
- Chapter X （2015年）

## 日本国内で共演した海外アーティスト・DJ
- SCOT PROJECT
- TONY DE VIT
- LAB4
- FERRY CORSTEN (SYSTEM F)
- OLIVER KLITZING
- STERLING MOSS
- KAN COLD
- FRED BAKER
- ASYS
- CHOCI
- CHRIS LIBERATOR
- GEEZER
- JON THE DENTIST
- JOHN TRUELOVE
- RACHEL AUBURN
- BLU PETER
- NON ERIC
- PARA-DIZER
- BABY DOC
- MAX ALIEN TRAX
- CHRIS C
- COMMANDER TOM